# Prunus susquehanae
Prunus susquehanae är en rosväxtart som beskrevs av Carl Ludwig von Willdenow. Prunus susquehanae ingår i släktet prunusar, och familjen rosväxter. Inga underarter finns listade i Catalogue of Life.

## Bildgalleri

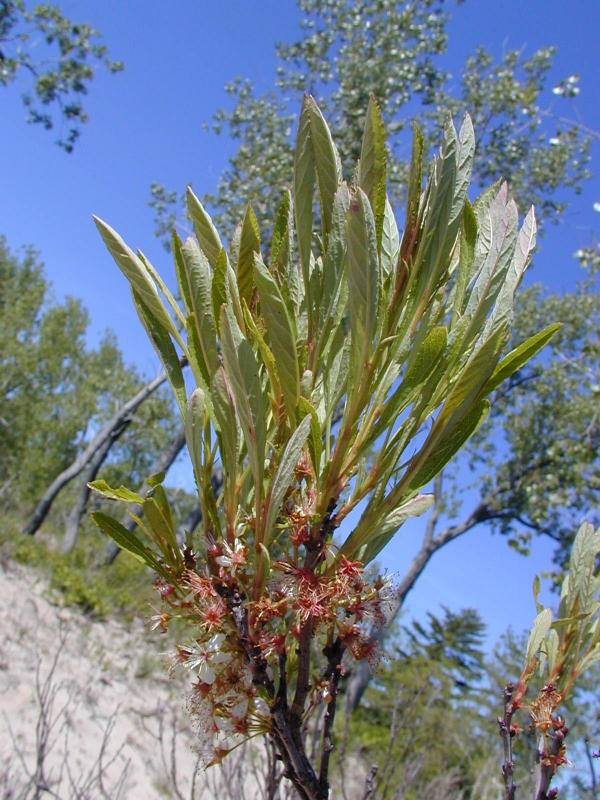